# Всероссийский научно-исследовательский институт маслоделия и сыроделия
Всероссийский научно-исследовательский институт маслоделия и сыроделия – филиал Федерального государственного бюджетного научного учреждения «Федеральный научный центр пищевых систем им. В.М. Горбатова» РАН (ВНИИМС – филиал ФГБНУ «ФНЦ пищевых систем им. В.М. Горбатова» РАН) находится в городе Угличе Ярославской области.
Научные подразделения:
- Отдел сыроделия| Всероссийский научно-исследовательский институт маслоделия и сыроделия (ВНИИМС) | Всероссийский научно-исследовательский институт маслоделия и сыроделия (ВНИИМС) |
| ------------------------------------------------------------------------------- | ------------------------------------------------------------------------------- |
| Основан                                                                         | 1944                                                                            |
| Материнская организация                                                         | Федеральный научный центр пищевых систем им. В.М. Горбатова РАН                 |
| Директор                                                                        | Георгий Новомирович Рогов                                                       |
| Расположение                                                                    | Углич, Ярославская область                                                      |
| Сайт                                                                            | vniims.info                                                                     |
- Отдел маслоделия
- Лаборатория плавленых сыров
- Отдел микробиологии
- Отдел биохимии
- Отдел физической химии
- Отдел информационных технологий и маркетинга
- Сектор стандартизации, нормирования и метрологии

## История
В 1930-е годы в русле развития сыродельной промышленности в Ярославской области были построены первые в СССР современные паромеханизированные заводы по выработке сыра, в том числе в 1935 году в городе Угличе мощностью 3000 т молока в год. Развивающейся отрасли требовалась научная основа. В 1936 году Угличский сыродельный завод был расширен, ему был придан статус опытного и на его базе появилась Научно-исследовательской лаборатории сыроделия.
В первые годы работы были созданы технологии сыров «Советский», «Ярославский», «Угличский», «Волжский», «Московский», «Горный Алтай», сыр в порошке, тёрочный и др. Лаборатория активно развивалась, в союзных республиках были созданы её опорные пункты и она была переименована сначала в Центральную, а затем во Всесоюзную научно-исследовательскую лабораторию сыроделия (ВНИИЛС). Функционировали 4 подразделения: технологическое, микробиологическое, биохимическое и сырьевое. В 1941–1944 годах лаборатория находилась в эвакуации в городе Бийске Алтайского края.
В 1944 году на базе лаборатории был создан Центральный научно-исследовательский институт сыродельной промышленности (ЦНИИС). В 1947 году при институте создана экспериментальная механическая мастерская, в 1964 году послужившая базой для создания Экспериментального машиностроительного завода (ЭМЗ). В селе Алтыново Угличского района появилась опытная молочная ферма. Главные направления исследований в эти годы:
- влияние кормовых факторов на состав молока, выход и качество сыров;
- разработка научных и практических основ заквасочного дела;
- физико-химические и биохимические процессы при выработке, прессовании, посолке и созревании сыров.

Были созданы технология производства плавленых сыров, первые образцы оборудования для выработки сыров (сыроизготовители, оборудование для прессования и созревания сыров и др.).
В 1954 году было решено расширить сферу деятельности института и он был преобразован в Центральный научно-исследовательский институт маслодельной и сыродельной промышленности (ЦНИИМС). У института были созданы 3 филиала и отделение; институт получил статус Всесоюзного (ВНИИМС):
- Алтайский филиал (Барнаул, 1950 год): техника и технология сыров с высокой температурой второго нагревания («Советский», «Алтайский» и др.).
- Литовский филиал (Каунас, 1950 год): техника и технология мягких сыров, переработка обезжиренного молока и пахты, создание приборов для контроля качества молока.
- Северо-Кавказский филиал (Ставрополь, 1966 год): техника и технология рассольных сыров, научные основы промышленной переработки молочной сыворотки, создание средств и методов микробиологического контроля молока и молочных продуктов.
- Армянское отделение: техника и технология швейцарского сыра.

В 1957 году институт получил новое здание, в котором находится до сих пор. В 1960-1970-е годы институт получил большое развитие. Были построены Экспериментальный машиностроительный завод (1964 год) и Экспериментальный маслосырзавод (1974 год) мощностью 150 т молока в сутки, также введён в эксплуатацию пансионат-профилакторий «Углич» (1974 год). С 1966 года по наше время при институте работает аспирантура, которую закончили более 200 человек.
В 1975 году на базе ВНИИМС было создано Научно-производственное объединение «Углич», в состав которого вошли:
- ВНИИМС — головная организация;
- Алтайский, Литовский и Северо-Кавказский филиалы, Армянское отделение;
- Угличский, Барнаульский, Ставропольский и Каунасский производственно-экспериментальные масло-сыродельные заводы;
- Угличский экспериментальный машиностроительный завод;
- Производственно-экспериментальный совхоз «Алтыново»;
- Производственная лаборатория биопрепаратов;
- Санаторий-профилакторий «Углич»;
- Типография.

Главные направления исследования в эти годы:
- разработка физико-химических основ производства сыров;
- разработка и промышленное освоение бессалфеточного прессования сыров;
- создание научных основ и организация промышленного производства бактериальных концентратов для сыроделия;
- разработка молокосвёртывающих препаратов на основе животных заменителей сычужного фермента и обеспечение потребностей в них советского сыроделия.

В 1970-1980-е годы были созданы десятки сортов сыров, масла, продуктов из вторичного молочного сырья, новых технических средств для их производства.
Конец 80-х годов стал сложнейшим периодом жизни не только для страны, но и для института. Основной задачей, которая решалась в эти годы, являлась сохранение научного потенциала и направлений исследований. Поставленная задача была решена благодаря грамотным действиям сотрудников института во главе с директором к.т.н. Головковым В.П.
С 1992 г. ВНИИМС входит в состав Отделения хранения и переработки сельхозпродукции Российской академии сельскохозяйственных наук (в настоящее время – Российской академии наук).
ВНИИМС является единственным научным учреждением России по вопросам маслоделия и сыроделия и достаточно успешно решает проблемы маслоделия и сыроделия.
В 2013 г. в связи с реорганизацией Россельхозакадемии ВНИИМС был передан в ведение ФАНО России.
В сентябре 2017 года ВНИИМС в качестве филиала вошел в состав Федерального государственного бюджетного научного учреждения «Федеральный научный центр пищевых систем им. В.М. Горбатова» Российской Академии Наук.
На сегодняшний день ВНИИ маслоделия и сыроделия – ведущий научный центр России, внесший значительный вклад в создание и совершенствование научно-технологических основ маслоделия и сыроделия; в поднятие престижа и повышение эффективности маслодельной и сыродельной промышленности как индустриальной отрасли агропромышленного комплекса Российской федерации; в подготовку квалифицированных специалистов из разных регионов РФ и других стран для решения актуальных задач отечественного маслоделия и сыроделия и обеспечения российского потребителя безопасными и качественными продуктами переработки молока.

## Директора
- 1936–1944 гг. – д.т.н. Граников Дмитрий Анатольевич
- 1944–1945 гг., 1948–1954 гг., 1959–1961 гг. – Румянцев Николай Васильевич
- 1945–1948 гг. – Лебедева Клавдия Сергеевна
- 1954–1957 гг. – к.т.н. Сирик Валентин Иванович
- 1957–1959 гг. – к.т.н. Николаев Алексей Михайлович
- 1961–1963 гг. – Розанов Андрей Александрович
- 1963–1976 гг. – Крашенинин Павел Фирсович
- 1976–1988 гг. – к.т.н. Шилер Геннадий Генрихович
- 1988–1999 гг. – к.т.н. Головков Виктор Петрович
- 1999–2017 гг. – д.т.н. Свириденко Юрий Яковлевич
- 2017–2023 гг. – д.т.н. Топникова Елена Васильевна
- с 2023 г. – к.т.н. Рогов Григорий Новомирович